# Glycera unicornis
Glycera unicornis  (лат.) — вид морских многощетинковых червей семейства Glyceridae из отряда Phyllodocida.

## Описание
Встречаются на глубинах от 10 до 200 м в водах Северо-Восточной Атлантики, включая Средиземное море, Северное море. Длина тела до 350 мм, включает до 400 сегментов. Имеют длинный простомий. Нотосеты простые. Параподии двуветвистые. Тело длинное с многочисленными сегментами, простомий конической формы. 2 пары коротких антенн. Хищники, охотятся на мелких беспозвоночных
.